# Frank Zane
Frank Zane (ur. 28 czerwca 1942 w Kingston w Pensylwanii) – amerykański kulturysta, autor wielu książek i artykułów o tematyce kulturystycznej.

## Życiorys

### Wczesne lata
Swoją karierę kulturysty rozpoczął jako nastolatek po przeczytaniu magazynu o budowie masy mięśniowej. W wieku 17 lat przez podnoszenie ciężarów, jego waga ciała wzrosła z 59 kg do 72,5 kg. W roku 1964 otrzymał tytuł Bachelor of Science z Wilkes University. Przez 13 lat był nauczycielem matematyki i chemii, mieszkając na Florydzie i w Kalifornii. Uczył także matematyki przez dwa lata na Watchung Hills Regional High School. W 1977 roku zdobył tytuł licencjata w dziedzinie psychologii z California State University, Los Angeles (Cal State LA), a w 1990 roku przyznano mu tytuł magistra psychologii eksperymentalnej z California State University, San Bernardino (CSUSB).

### Kariera
W latach 1977–79 został potrójnym zwycięzcą zawodów Mr. Olympia. Jego budowa ciała wyróżniona był jako druga z najcieńszej talii ze wszystkich Mr. Olimpia (po Sergio Olivie), a jego szerokie ramiona wyróżniały się kształtem V-stożka. Jego pseudonim "The Chemist" ("Chemik") został przyjęty ze względu na jego stopień Bachelor of Science z chemii.
Wielu znawców kulturystyki uznaje Zane'a za niedościgniony ideał kulturysty – w odróżnieniu od współczesnych mistrzów tego sportu, Zane nie koncentrował się tylko na budowie większej masy mięśniowej, ale raczej na harmonijnej, symetrycznej i estetycznej budowie ciała. W porównaniu z innymi zdobywcami tytułu Mr. Olympia miał stosunkowo szczupłą talię (niespełna 74 cm), co znakomicie kontrastowało z jego szerokimi ramionami.
Znakomicie przeszkolony Zane z lekkimi ciężarami, osiągnął wiele zwycięstw, gdy Joe Weider zalecił mu trenować z większymi ciężarami, co okazało się niezbędne do sukcesu w konkursie Mr. Olimpii. Po jego trzech kolejnych tytułach Mr. Olympia, w roku 1980 w zawodach Mr. Olympia zajął trzecie miejsce, za Arnoldem Schwarzeneggerem (1) i Chrisem Dickersonem (2). Tuż przed zawodami ucierpiał w niemal śmiertelnym wypadku i stracił 7 kg masy mięśniowej.
Zane stał się jednym z zaledwie trzech (Chester Yorton i Sergio Oliva) wśród profesjonalnych kulturystów, którzy pokonali Arnolda Schwarzeneggera w konkursie zawodowej ligi kulturystyki oraz jednym z nielicznych laureatów Mr. Olympia poniżej 100 kg.
Po 1983 roku i zakończeniu kariery sportowej wraz ze swoją żoną Christie otworzył siłownię.

## Osiągnięcia w kulturystyce
- 1961: Mr. Pennsylvania (17. miejsce)
- 1962: Mr. Keystone
- 1963: Mr. Keystone (2. miejsce)
- 1965: Mr. Sunshine State
- 1965: IFBB Mr. Universe (1. miejsce, w kategorii wagi średniej)
- 1966: IFBB Mr. America (1. miejsce, waga średnia)
- 1967: IFBB Mr. America (1. miejsce, waga średnia)
- 1967: IFBB Mr. Universe (3. miejsce, waga ciężka)
- 1968: IFBB Mr. America
- 1968: IFBB Mr. Universe
- 1970: National Amateur Body-Builders' Association (NABBA) Mr. Universe
- 1971: NABBA Mr. Universe (2. miejsce, krótki)
- 1972: NABBA Mr. Universe - zwycięzca
- 1972: IFBB Mr. Olympia (Under 200 lbs, 4. miejsce)
- 1974: IFBB Mr. Olympia (Under 200 lbs, 2. miejsce)
- 1975: IFBB Mr. Olympia (poniżej 200 lbs, 4. miejsce)
- 1976: IFBB Mr. Olympia (poniżej 200 lbs, 2. miejsce)
- 1977: IFBB Mr. Olympia (poniżej 200 lbs)
- 1978: IFBB Mr. Olympia (poniżej 200 lbs)
- 1979: IFBB Mr. Olympia (poniżej 200 lbs)
- 1980: IFBB Mr. Olympia (3. miejsce)
- 1982: IFBB Mr. Olympia (2. miejsce)
- 1983: IFBB Mr. Olympia (4. miejsce)

## Wymiary startowe
- wzrost - 175 cm
- masa ciała w sezonie - 84 kg
- masa ciała poza sezonem - 91 kg
- obwód ramienia - 45,7 cm
- szyja - 44,5 cm
- obwód klatki piersiowej - 129,5 cm
- talia - 73,7 cm
- udo - 66 cm
- łydka - 43,2 cm
- nadgarstek - 16,5 cm
- kostka u nogi - 20,3 cm

## Autor
- The Zane Way to a Beautiful Body (1979)
- Super Bodies in 12 Weeks (1982)
- Zane Nutrition (1986)
- Fabulously Fit Forever (1992)
- Fabulously Fit Forever Expanded (1996)
- Frank Zane: Mind, Body, Spirit (1997)
- Frank Zane Training Manual (2005)
- The High Def Handbook (2008)
- The Mind In Bodybuilding (2009)